# Christabel Pankhurst
Christabel Harriette Pankhurst, född 22 september 1880 i Manchester, död 13 februari 1958 i Los Angeles, var en brittisk kvinnorättskämpe och suffragett. Hon grundade tillsammans med sin mor Emmeline Pankhurst och sin syster Sylvia Pankhurst en rörelse för rösträtt åt kvinnor ursprungligen i Storbritannien; Women's Social and Political Union (WSPU). I dagligt tal kom de att kallas suffragetterna.
Christabel Pankhurst ledde WSPU:s militanta aktioner från sin exil i Frankrike från 1912 till 1913. 1914 blev hon en brinnande anhängare av kriget mot Tyskland. Efter kriget flyttade hon till USA, där hon verkade som predikant för Second Adventist movement.

## Uppväxt
Christabel Pankhurst var dotter till advokaten Richard Pankhurst och suffragetten Emmeline Pankhurst, och syster till Sylvia Pankhurst och Adela Pankhurst. Liksom sina två systrar gick hon i Manchester High School for Girls. Tillsammans med sin mor Emmeline och andra grundade hon WSPU år 1903. 

## Aktivism
År 1905 avbröt Christabel Pankhurst ett möte med Liberala partiet genom att skrika krav på rösträtt för kvinnor. Hon blev arresterad och tillsammans med suffragettkollegan Annie Kenney gick hon i fängelse hellre än att betala böter som straff för deras utbrott. Deras fall fick mycket uppmärksamhet i medierna och WSPU:s medlemstal steg kraftigt efter deras rättegång. Emmeline Pankhurst började handla mer militant för suffragetternas sak efter arresterandet av hennes dotter och blev själv fängslad många gånger för sina principer. 
År 1906 tog Christabel Pankhurst en juristexamen vid University of Manchester och flyttade till WSPU:s högkvarter i London, där hon utsågs till organiserande sekreterare. Hon fick smeknamnet "Queen of the Mob" ("Mobbens drottning"), och fängslades igen 1907 i Parliament Square och 1909 vid  Bow Street. Mellan 1912 och 1913 bodde hon i Paris i Frankrike för att undvika att bli fängslad under Cat and Mouse Act. Första världskrigets början tvingade Pankhurst att återvända till England 1913, där hon blev arresterad igen.  Christabel Pankhurst inlät sig på en hungerstrejk, och satt bara av 30 dagar av sitt straff på tre år. 
Hon skrev en bok med titeln The Great Scourge and How to End It om könssjukdomar och hur jämställdhet mellan könen skulle hjälpa kampen mot dessa sjukdomar.
Den 8 september 1914 framträdde Pankhurst åter i London Opera House, efter sin långa exil, för att framföra en deklaration, inte om kvinnlig rösträtt, men om "Den tyska faran." Pankhurst reste runt i landet och höll tal för rekrytering till kriget. The Suffragette återuppstod den 16 april 1915, som en krigstidning, och bytte den 15 oktober namn till Britannia. Där krävde Pankhurst vecka efter vecka värnplikt för män, och arbetsplikt i industrin för kvinnor. Hon förespråkade också internering för alla utlänningar och ett mer fullständigt och hänsynslöst genomförande av blockaden mot fientliga och neutrala länder. Hon hävdade envist att kriget måste vara "ett utnötningskrig".  
Efter att en del av de brittiska kvinnorna fick rösträtt vid slutet av första världskriget kandiderade Christabel Pankhurst i parlamentsvalet 1918 för Women's Party, i allians med koalitionen mellan Lloyd Georges liberaler och konservativa partiet i valkretsen Smethwick. Hon besegrades med liten marginal, endast 775 röster efter Labourpartiets kandidat.
Hon lämnade England 1921 och flyttade till USA, där hon så småningom blev predikant med förbindelser med Plymouthbröderna och blev en framträdande medlem av Second Adventist movement.  Hon föreläste och skrev böcker om Kristi återkomst. Christabel Pankhurst kom tillbaka till Storbritannien på 1930-talet. Hon fick utmärkelsen Order of the British Empire 1936. Vid början av andra världskriget flyttade hon igen till USA och bodde där till sin död i Los Angeles, Kalifornien 1958 vid 77 års ålder, och begravdes på Woodlawn Memorial Cemetery i Santa Monica.

## Biografi
- Christabel Pankhurst, Pressing Problems of the Closing Age (Morgan & Scott Ltd., 1924).
- Christabel Pankhurst, The World's Unrest: Visions of the Dawn (Morgan & Scott Ltd., 1926).